# 工黨 (香港)
工黨（英語：Labour Party）是一個香港民主派政黨，其在政治光譜中傾向左翼，意識形態派別為民主派。工黨成立於2011年12月18日，四大主張包括：民主、公義、永續和團結，提倡建立一個自由和平等的社會，並著重基層和工人權益。工黨現任主席為郭永健。

## 歷史
從2010年下半年開始出現於傳媒的報道中出現，曾傳出將參與「新工黨」，包括已退出公民黨的前香港立法會社會福利界議員張超雄，以及時任泛民主派議員公民起動的何秀蘭、職工盟的李卓人、街工的梁耀忠及社總的張國柱。當中，何秀蘭、李卓人、梁耀忠都曾經同為前綫成員。他們的投票記錄一直相當接近，在不少勞工、基層、人權問題中，以至2012年政改一役，都持相同立場，亦曾一起召開記者會。
2011年8月5日，多份報章報導該黨籌備的新聞，工黨指他們的原則是不向其他政黨挖角，暫時只邀請過鄭家富入黨，但對方已婉拒。至此，身為立法會議員的創黨成員，將會有何秀蘭、李卓人、梁耀忠、張國柱四名。惟至2011年9月，在街工會員大會上，大比數否決街工加入工黨，而梁耀忠也被會員否決以個人身份加入。梁耀忠會後對結果坦言「愕然」，決定擱置加入工黨的計劃。
2011年12月18日，工黨正式成立。二十名執行委員中，大多來自勞工和社福界，除部分屬職工盟骨幹成員外，亦有浸大政治及國際關係助理教授黃偉國及「八十後」學運人士，包括前香港大學學生會會長郭永健及前嶺南大學學生會會長鄭司律。除了個人成員以外，工黨還接納團體成員，創黨團體成員包括公民起動、新世界巴士職工會（前右派中華巴士自由工會）、九巴員工協會、城巴職工總會及香港物業管理及保安職工總會。
2013年3月21日，工黨聯同其他泛民主派政黨及團體成立真普選聯盟。
2016年立法會選舉，工黨派出4張名單出戰地方選區，其中主席胡穗珊參選九龍東，另外何秀蘭、李卓人和張超雄分別競逐連任。胡穗珊在最後階段因民調支持度落後而「棄選」，何秀蘭因不獲雷動計劃推薦而在香港島大比數落選，李卓人雖然後期得到雷動計劃支持，但都在新界西以五千多票落選。僅有張超雄能在新界東成功連任，令工黨議席數僅得一席。
2020年11月11日，全國人民代表大會作出決定，授權由香港特別行政區政府處理議員資格事宜，公民黨郭榮鏗、郭家麒、楊岳橋及專業議政梁繼昌隨即遭港府宣布喪失立法會議員資格，工黨立法會議員張超雄同日宣布會在翌日聯同其他14名民主派立法會議員總辭，以示抗議。

## 定名
組織籌備過程中曾暫名「新工黨」、「工黨」等。張超雄曾一度表示香港沒有傳統意義的藍領階級，「工黨」二字亦不獲部分友好團體接納，會妨礙組織工作，最終仍以「工黨」命名。

## 黨徽
黨徽是玫瑰花，代表社會民主主義；橙色代表傳統左翼思想，寓意充滿希望和活力；花瓣中間隱含一個人形圖像，除象徵團結，也示意政策倡議是以人為本，共同追求平等和自由。在黨徽玫瑰花旁加上綠色花萼代表永續和珍惜資源，呈「L」形是取自「Labour」首個英文字母。

## 主要政綱
- 政制：落實雙普選、訂定「公投法」、反對23條立法[12]、制訂「政黨法」
- 人權：防止執法人員濫權、落實聯合國國際公約、保障弱勢社群的權利
- 中港關係：平反八九民運、結束一黨專政、捍衛香港自主、維護《基本法》保障之公民權利
- 經濟：制訂《競爭法》、改革税制、加強金融監管機構的能力
- 公共財政：公共財政民主化、增加公共開支、改善公共服務
- 公共事業：停止私有化及外判化、公營化與民生相關的公共事業
- 勞工：保障工人的民主參與、保障零散工、保障公平的薪酬和待遇
- 福利：全民退休保障、訂立低收入就業家庭生活補助和照顧者津貼
- 房屋及教育：加建公屋及復建居屋、改善舊區居民的居住環境、維持樓宇供應穩定、推行15年免費教育[12]、支援大專教育、捍衛大學的獨立體制
- 文化：捍衛表達自由和權利、鼓勵多元社區文化及藝術
- 多元社會：支持盡快就性傾向歧視條例立法

## 架構

### 黨主席
- 郭永健（黨主席）

### 執行委員會成員
| | |
| 個人成員： - 麥德正（副主席（黨務）） - 李卓人（副主席（外務）） - 何偉倫（秘書長） - 王宇來（司庫） - 陳華喜 - 趙恩來 | 團體成員： - 何秀蘭（公民起動） - 鍾松輝（新世界第一巴士職工會） - 鐘桂強（香港物業管理及保安職工總會） |

### 常務委員會成員
- 麥德正
- 李卓人
- 何偉倫
- 王宇來

### 歷任領導層
| 年度           | 主席                            | 副主席（黨務）                    | 副主席（外務）     | 副主席（政策研究） | 秘書長 | 副秘書長                        | 司庫   |
| -------------- | ------------------------------- | --------------------------------- | ------------------ | ------------------ | ------ | ------------------------------- | ------ |
| 第一屆         | 李卓人                          | 楊可欣-2012年3月 2012年3月-鄭司律 | 張超雄             | 何秀蘭             | 譚駿賢 | 郭永健                          | 鍾松輝 |
| 第二屆         | 李卓人                          | 譚駿賢                            | 鄭司律 - 2015年2月 | 張超雄             | 郭永健 | 吳惠靈                          | 李文峰 |
| 第三屆         | 出缺 （胡穗珊 - 2017年8月23日） | 趙仕信                            | 李卓人             | 郭永健             | 譚駿賢 | 出缺 （何秀蘭 - 2017年8月24日） | 李文峰 |
| 第四屆         | 郭永健                          | 譚亮英                            | 李卓人             | 麥德正             | 李文峰 | 曾國輝                          | 何偉航 |
| 第五屆（現屆） | 郭永健                          | 麥德正                            | 李卓人             | 黎恩灝             | 何偉倫 | 出缺 （何偉航 - 2021年7月12日） | 王宇來 |

## 議員

### 立法會議員
| 席位     | 選區／界別 | 議員     | 2008-2012 | 2012-2016 | 2016-2021 | 備註                                                                     |
| -------- | ---------- | -------- | --------- | --------- | --------- | ------------------------------------------------------------------------ |
| 地方選區 | 香港島     | 何秀蘭   |           |           |           |                                                                          |
| 地方選區 | 新界西     | 李卓人   |           |           |           |                                                                          |
| 地方選區 | 新界東     | 張超雄   |           |           | →         | 於2020年11月11日宣布辭職及12月1日生效。                                  |
| 功能界別 | 社會福利界 | 張國柱   |           |           |           | 原為民協成員，但於2008年立法會選舉中並非代表民協參選，已於2011年退出民協 |
| 所得議席 | 所得議席   | 所得議席 | 3         | 4         | 1 → 0     |                                                                          |

### 區議會議員
2020年至2023年，工黨在0個區議會共有0個議席，議員包括：
| 區議會 | 選區號碼 | 選區 | 議員 | 備註 |
| ------ | -------- | ---- | ---- | ---- |

## 選舉

### 立法會選舉
| 選舉                | 民選得票  | 民選得票比例 | 地方選區議席 | 功能界別議席 | 總議席 | +/- |
| ------------------- | --------- | ------------ | ------------ | ------------ | ------ | --- |
| 2012                | 112,140   | 6.19%        | 3            | 1            | 4 / 70 | 4 ▲ |
| 2016                | 101,860 ▼ | 4.70% ▼      | 2            | 0            | 2 / 70 | 2 ▼ |
| 2018 （九龍西補選） | 93,047    | 43.28%       | 0            | 不適用       | 1 / 70 | 0 ━ |

### 區議會選舉
| 選舉 | 民選得票 | 民選得票比例 | 參選席位 | 民選議席 | 當然議席 | 總議席  | +/- |
| ---- | -------- | ------------ | -------- | -------- | -------- | ------- | --- |
| 2015 | 23,029 ▲ | 1.59% ▲      | 12       | 3        | 0        | 3 / 458 | 3 ▲ |
| 2019 | 28,073 ▲ | 0.96% ▼      | 7        | 7        | 0        | 7 / 479 | 4 ▲ |

## 事件

### 梁振英大宅僭建
2012年12月19日，工黨主席李卓人昨提出引用《立法會（權力及特權）條例》，調查行政長官梁振英的僭建醜聞，但建制派全力歸隊護航，議案終被否決。

### 反對港鐵加價
2012年10月2日，工黨於港鐵九龍塘站舉行簽名運動，要求把港鐵加價審批權交予立法會，並就票價調整訂出上限，及設立票價穩定基金及長遠考慮回購港鐵。
2012年11月15日，工黨於港鐵就票價調整機制咨詢期完結前，到政府總部示威，抗議港鐵咨詢馬虎，並要求立法會有權審批港鐵票價、設立票價穩定基金及票價調整機制應加入列車服務受阻因素。並就長遠而言，政府應回購港鐵，令港鐵成為真正以民為本的公共事業。
2013年4月18日，工黨於港鐵金鐘站遊行，反對新的港鐵票價調整機制，指出新的票質調整機制並未顧及乘客負擔能力，並要求港鐵在巨大盈餘下，履行社會責任，放棄加價。
2016年4月17日，工黨於九龍塘港鐵站抗議，認為港鐵在盈利達130億元，但服務表現差勁下，卻年年加價。因此，工黨要求港鐵作為公共事業及政府持有其七成股份下，應履行社會企業責任，取消加價。而且，工黨認為政府應回購港鐵，由政府直接管理、審計，並由立法會監察。

### 反國教
工黨對設立德育及國民教育科持反對意見，其中工黨副主席何秀蘭提出私人草案，修改《教育條例》，阻止國民教育科上馬。

### 爭取財富公義再分配
2012年10月17日，工黨議員張國柱提出立法規管工時動議，促請政府在本立法年度內提交規管工時的條例草案，有關條例草案的內容須包括每周標準工時和超時工作工資。
2012年10月25日，工黨議員張超雄提出要求落實全民退休保障的動議，並指出香港政府每年養老開支達600億，強積金行政貴每年亦需16億，質疑當局為何不推行全民退休保障。
2012年12月13日，工黨到中華電力總部抗議加電費，加幅高達5.9%，推高通脹。

### 性傾向歧視立法諮詢
2012年11月7日，工黨議員何秀蘭動議同志平權議案，促請政府盡快就立法保障不同性傾向人士的平等機會和基本權利展開性傾向歧視立法公眾諮詢，動議最終被否決。
何秀蘭對梁振英拒絕就性傾向歧視立法展開諮詢感憤怒，批評政府無勇氣承擔責任，不符合聯合國人權公約的要求。

### 2013年元旦大遊行
2013年1月1日，民間人權陣線聯同多個組織以「民怨大爆炸，行騙長官下台」為主題以要求行政長官梁振英從促下台舉行元旦大遊行。工黨在遊行路線上設置街站，提供「騙」字印章，供市民蓋在「行騙長官」梁振英的卡通畫像上，反應熱烈。

### 2013年施政報告
2013年1月16日，工黨就梁振英在香港立法會發表在任的第一份施政報告作出批評，其中，主席李卓人指施政報告「穩中行騙」兼「假大空」，「根本只係拖政報告，一切拖得就拖」

### 調查劉夢熊事件
2013年2月20日，工黨議員何秀蘭在立法會提出引用＜立法會（權力及特權）法例＞調查劉夢熊事件，但遭建制派在分組點票下否決。

### 捍衛言論自由
2013年2月，工黨在維園年宵攤位派發練乙錚《梁氏涉黑實可雙規》批評梁振英的文章，吸引了大量市民取閱，用以對抗梁振英對言論自由的打壓。

### 2013年財政預算案
2013年2月24日，工黨遊行至政府總部，抗議每年財政預算案只著重「一次性派糖」，並未真正紓解民困、扶助弱勢。工黨認為政府應做好長遠社會開支及承擔，解決社會深層矛盾。
2月27日，工黨於2013至2014年度財政預算案發表當日，召開記者會批評財政預算案無新意，只有多項一次性措施，未有增加經常性開支，對預算案感到極度失望。而且，在多項措施中，得益偏向中產和財團，較少惠及基層，令貧富懸殊惡化。
3月1日，工黨主席李卓人怒斥財政司司長曾俊華六年來都壓抑經常性開支，令許多社會問題無法解決。另外，工黨另一成員張超雄亦指出，現時香港「官富民窮」，不滿曾俊華自稱中產，卻活在「天堂」。

### 梁振英當選一週年示威
2013年3月25日，工黨於2013年3月25日梁振英當選一周年往特首辦示威，批評梁振英施政混亂、打壓異見人士、誠信問題等，痛陳梁振英十宗罪。

### 調查前廉政專員湯顯明貪腐問題
2013年5月3日，工黨議員何秀蘭和公民黨議員郭榮鏗於內會提出動議，要求引用特權法成立專責委員會，調查湯顯明任內操守、款待、外訪和送禮安排相關事宜，但遭建制派在分組點票下否決。
2013年5月8日，工黨議員何秀蘭和公民黨議員郭榮鏗引用《議事規則第二十條》，提交呈請書，並得到25位議員站立支持，通過成立沒有特權的專責委員會調查事件。
2013年6月14日，工黨議員何秀蘭獲選為立法會調查前廉政專員湯顯明事件專責委員會副主席。

### 開徵大額股息稅
2013年11月19日，工黨建議政府徵收大額股息稅，超越股息免稅額的股息收入，須計入應評稅收入或利潤。大額股息稅原則有三：一是大額股息免稅額訂為25萬元；二是大額股息稅率依據現時應評稅收入或利潤稅率計算和最後政府可轄免強積金或認可退休保障計劃繳付股息稅，以保障市民的退休收入。
以現時平均股票息率2.5%及個人股息免稅額訂為25 萬元計算，即相當於擁有1,000萬元股票資產的人士，才需要開始繳付股息稅。工黨以2012年全年股息(減去25萬免稅額)計算，部份地產商及其企業須繳交大額股息稅約39億元，已超過政府全年總收入1%。若以2012年主板數據計算，假設全年派發股息的一成須繳付大額股息稅，相關收入約100億。
香港首富李嘉誠於2012年收取長實及和黃共5萬5千元董事袍金。假設這是李嘉誠2012年的應評稅收入總數，在沒有大額股息稅下，月入萬多兩萬的工打仔女，要繳交的稅款，竟可以較李嘉誠多，實有違「能者多付」原則。工黨亦呼籲各大地產商及富豪，交代其個人應評稅收入，讓市民看到現時稅制的不公之處。工黨創黨初期製作了《凍檸茶大戰地產霸權》短片，以茶餐廳凍檸茶解釋地產霸權，該影片由黨員們參演。

### 抗議兩電玩弄財技
2013年12月13日，工黨前往政府總部（公民廣場）抗議，對兩電玩弄財技，但行政會議把關不力表達憤怒。行政會議於星期二（12月10日）行政會議批准了中電及港燈明年加電費方案及未來五年發展計劃。
工黨細閱兩電的預測帳目，發現兩電透過預先增加電費，以增加電費穩定基金結餘，方便日後未能賺盡9.99%的利潤時，便從基金提取。工黨認為以上此舉破壞了電費穩定基金的機制，有違減少電費的增加或促進電費下降的目的。

### 負入息稅
2013年12月24日，就新成立的「低收入綜援」的缺點，工黨建議參考外國的負入息稅制度，在港設立低收入在職家庭生活津貼，方案主要內容包括：就業要求、入息門檻、住屋開支、不需設立資產審查、援助金額、執行部門、行政費較低、領取率較高等等。

### 香港政改方案
2013年5月22日，工黨議員何秀蘭提出修訂2017年行政長官普選的民主程序議案，要求容許參選人士如獲5萬名選民聯署，即可成為行政長官候選人。2013年8月，工黨在全港各區不斷舉行要求公民提名行政長官候選人的簽名運動。12月8日，工黨在周年黨員大會後，提出支持以「三軌制」提名特首候選人，加入政黨及公民提名特首候選人，分區直選總得票達5%的政黨或聯合政黨有權提名，公民提名門檻就訂於3萬人，提名委員會的功能只在確認提名。行政長官選舉採取兩輪選舉制。工黨要求在2016年取消立法會分組點票制度，並且透過一次過立法，在2016和2020年分兩階段達致普選立法會，廢除功能組別。
2015年6月18日，四名工黨議員皆投票反對政改方案。

### 要求劃一勞工公眾假期
2014年4月17日，工黨到政府總部請願，認為各行各業的勞工所享受的法定假期理應一視同仁，因些要求政府改善現時不公平的假期制度，確保全港僱員均享有十七天公眾假期，以消除勞工矛盾。

### 要求2015年最低工資38元 一年一檢
2014年12月23日，職工盟及工黨數十名成員向行政會議成員請願，要求最低工資水平應於2015年1月1日調整至每小時38元，並要求水平必須一年一檢，確保基層工人可應付通脹壓力及分享經濟成果。職工盟及工黨認為，最低工資水平應與基本生活需要掛勾，建議以社會保障援助物價指數作為參考，並得出每名在職人士的最低月薪即為8,066及最低時薪即為38.7元的推論。而且，亦指出兩年一檢的問題已經岀現：最低工資由2011年5月1日的28元提升至2013年的30元，升幅只有7.1%，但同期的通脹卻超過8%，反映通脹增加，最低工資卻追不上通脹，工資與通脹的差距增大，令勞資的差距只會越來越大，因此必須實施一年一檢，確保最低工資不會落後通脹。